# Этчебастер, Пьер
Пьер Этчебастер (фр. Pierre Etchebaster; 8 декабря 1893, Сен-Жан-де-Люз — 24 марта 1980, там же) — французский спортсмен, бессменный чемпион мира по реал-теннису в 1928—1954 годах, автор учебника игры в реал-теннис «Книга Пьера: Игра в корт-теннис» (1977). Кавалер ордена Почётного легиона (1955), член Международного зала теннисной славы с 1978 года.

## Биография
Пьер Этчебастер родился в баскской рыболовецкой деревне (ныне город) Сен-Жан-де-Люз в 1893 году. В юности он успешно играл в ручную пелоту — баскскую национальную игру, напоминающую сквош. Проведя некоторое время в Чили, Этчебастер вернулся во Францию, чтобы принять участие в Первой мировой войне. В послевоенные годы, вернувшись в Сен-Жан-де-Люз, он продолжал совершенствовать своё мастерство в пелоте и стал чемпионом Франции не только по ручной пелоте, но и по двум другим разновидностям этой игры, в том числе по палете — пелоте с ракеткой.
В 1922 году, когда чемпион Франции по лаун-теннису и председатель парижского клуба реал-тенниса Жак Уорт искал человека на должность тренера по пелоте и реал-теннису, он обратился за помощью к Этчебастеру. Хотя до этого тот никогда не играл в реал-теннис, всего через десять минут тренировок Уорт взял его на работу. Всего через несколько лет упорной работы Этчебастер стал одним из лучших игроков в реал-теннис в мире и в 1928 году в Лондоне завоевал звание чемпиона мира, выиграв матч у действующего чемпиона (в отсутствие системы регулярных турниров звание чемпиона мира по реал-теннису долгое время разыгрывалось в матче вызова между чемпионом и претендентом).
В 1930 году Этчебастер переехал в США, заняв должность главного тренера Нью-Йоркского клуба рэкетса и тенниса. Проживая в США, он до 1954 года семь раз защищал свой титул чемпиона мира в матчах с претендентами и в итоге в 60 лет завершил карьеру непобеждённым. Один из соперников описывал игру Этчебастера как «гладкую, как шёлк», а в качестве его главного достоинства называл «большие глаза», помогавшие чемпиону правильно оценивать углы отскока и подкрутку мячей. В 1955 году, вскоре по завершении активной карьеры, Пьер Этчебастер был произведён в кавалеры ордена Почётного легиона.
В 1971 году Этчебастером был опубликован учебник теннисной игры «Книга Пьера: Игра в корт-теннис» (англ. Pierre’s Book: The Game of Court Tennis). В 1978 году Этчебастер стал первым в истории игроком в реал-теннис, избранным в члены Международного зала теннисной славы. Он умер в своём родном Сен-Жан-де-Люзе весной 1980 года.